# Typhlosolis
Eine Typhlosolis (von gr. τυφλός – blind und σωλήνας – Röhre/Rinne) ist eine Falte der Darmwand, die in das Darminnere hereinragt. Typhlosolen kommen z. B. bei Weichtieren (Mollusken), landlebenden Ringelwürmern (Annelida), Asseln (Isopoda) und Neunaugen vor. Neben der Verbesserung der Nahrungsaufnahme durch die Vergrößerung der Gesamtoberfläche des Darms kann die Typhlosolis auch weitere Funktionen übernehmen, so entspricht die Typhlosolis bei Neunaugen als Bildungsort weißer Blutkörperchen funktionell teilweise der Milz höherer Wirbeltiere.

## Nachweise
1. ↑  G. M. Barker: The biology of terrestrial molluscs. CABI, 2001, ISBN 0-85199-318-4, S. 18.
2. ↑  Volker Storch, Ulrich Welsch: Kükenthal Zoologisches Praktikum. 26. Auflage. Spektrum Akademischer Verlag, Heidelberg 2009, ISBN 978-3-8274-1998-9, S. 185.
3. ↑  Eugene H. Schmitz, Terry W. Schultz: Digestive Anatomy of Terrestrial Isopoda: Armadillidium vulgare and Armadillidium nasatum. In: American Midland Naturalist. Band 82, Nr. 1, 1969, S. 163–181.
4. ↑  H. S. Bhamrah, Kavita Juneja: An Introduction to Fishes. Anmol Publications, 2003, ISBN 81-261-0705-7, S. 17.